# Andinodelphys
Andinodelphys cochabambensis è una specie estinta di mammifero metaterio proveniente dalla fauna del Paleocene inferiore di Tiupampa, in Bolivia. È una delle specie di metateri meglio conservate di questo periodo, rappresentata da cinque crani quasi completi, tre dei quali associati a scheletri parziali o quasi completi. Quattro di questi crani sono stati estratti da un blocco contenente diversi scheletri interconnessi.

## Descrizione
L’anatomia cranica di A. cochabambensis mostra somiglianze con Pucadelphys andinus, sebbene Andinodelphys si distingua per una maggiore dimensione e un rostro proporzionalmente più lungo. Altre differenze includono la presenza di incisivi anteriori sporgenti, vacuità palatali ridotte, un canale trasverso e un piccolo seno ipotimpanico. La formula dentaria di Andinodelphys è la stessa di Pucadelphys (I 5/4, C 1/1, P 3/3, M 4/4), e ciò riflette una condizione plesiomorfica per i metateri.
A livello dentale, Andinodelphys assomiglia molto a Pucadelphys, differenziandosi per la maggiore dimensione e la presenza incostante di una cuspide stilare C geminata. I suoi denti posteriori sono simili a quelli di Itaboraidelphys camposi dell’Eocene inferiore di Itaboraí (Brasile), suggerendo una possibile discendenza da un antenato comune simile ad Andinodelphys, con Itaboraidelphys che mostra strutture dentali più derivate.

## Classificazione e filogenesi
Andinodelphys venne descritto per la prima volta da Marshall e Muizon nel 1988, sulla base di fossili ritrovati a Tiupampa. Inizialmente considerato un marsupiale affine agli odierni opossum, in seguito questo genere, insieme a Pucadelphys, è stato attribuito a una famiglia a sé stante (Pucadelphyidae) alla base del gruppo dei marsupiali, ma comunque all'interno dei metateri.
Un’analisi filogenetica ha collocato Andinodelphys come sister taxon di Pucadelphys, mentre Itaboraidelphys sembrerebbe essere stato il sister taxon di questi due generi, all'interno della famiglia Pucadelphyidae.
Sembra che i Pucadelphyidae e gli sparassodonti siano giunti in Sud America separatamente dal Nord America durante il Cretaceo superiore. Possibili sparassodonti nordamericani potrebbero essere i generi poco conosciuti Atokatheridium e Olklatheridium, mentre i Pucadelphyidae potrebbero essere rappresentati dal genere Aenigmadelphys.

## Implicazioni paleobiogeografiche
I risultati delle analisi suggeriscono che i Pucadelphyidae e gli sparassodonti possano essere arrivati in Sud America attraverso un'unica migrazione dal Nord America, contrariamente all’ipotesi di arrivi separati. Questo implica che un'ampia diversità di metateri carnivori fosse già presente in Sud America all'inizio del Paleocene, con un'origine ancestrale probabilmente nordamericana.

## Paleobiologia
Probabilmente Andinodelphys era un animale gregario, e un ritrovamento di sei scheletri articolati e interconnessi è stato usato come prova del comportamento sociale presente nei metateri basali.